# 謝藺
謝藺（510年—547年），字希如，陳郡陽夏人，南北朝南梁人，因有孝行而聞名。
謝藺是東晉太傅謝安的八世孫，父親謝經是南梁中郎諮議參軍。他五歲時父母尚未吃飯，乳母就先讓他吃飯，他卻說：「我不覺得肚餓。」始終不肯進食。舅父阮孝緒得知，嘆道：「這孩子在家會好像曾子，侍奉君主則會像藺相如啊。」因此命名謝藺。之後他學習經史，看過就能背誦，阮孝緒經常說他是家中的陽元。父親逝世，謝藺日夜痛哭，非常消瘦，母親阮氏時常看望勸止他；服喪結束，吏部尚書蕭子顯上表他的孝行，獲擢任為王府法曹行參軍，遷任外兵記室參軍。其時甘露落在士林館，謝藺寫下頌詞上獻，梁武帝嘉獎他，並下詔命他寫下《北兗州刺史蕭楷德政碑》，又創作《宣城王奉述中庸頌》。
太清元年（547年），他遷官散騎侍郎，兼任散騎常侍，出使東魏；遇上侯景割地投考南梁，地方交戰，母親阮氏擔心他不能回國，感氣逝世。謝藺回國，日夜夢到不祥預感，就儘快趕回家，回來後發現母親過身，傷心的號哭嘔血，斷氣一段時間，不肯喝水漿。親友怕他有事，強行勸他吃粥；他最勉強接受，後來怎樣也不吃，一個月後的晚上去世，虛歲三十八，留下詩賦碑頌數十篇，兒子謝貞。

## 引用
1. 1 2  《梁書·卷四十七·列傳第四十一》：謝藺字希如，陳郡陽夏人也。晉太傅安八世孫。父經，中郎諮議參軍。藺五歲，每父母未飯，乳媼欲令藺先飯，藺曰：「旣不覺饑。」強食終不進。舅阮孝緒聞之，歎曰：「此兒在家則曾子之流，事君則藺生之匹。」因名之曰藺。
2. 1 2  《南史·卷七十四·列傳第六十四》：謝藺字希如，陳郡陽夏人，晉太傅安之八世孫也。父經，北中郎諮議參軍。藺五歲時，父未食，乳媼欲令先飯，藺終不進。舅阮孝緒聞之，歎曰：「此兒在家則曾子之流，事君則藺生之匹。」因名曰藺。
3. ↑  《梁書·卷四十七·列傳第四十一》：稍受以經史，過目便能諷誦。孝緒每曰「吾家陽元也」。及丁父憂，晝夜號慟，毀瘠骨立，母阮氏常自守視譬抑之。服闋後，吏部尚書蕭子顯表其至行，擢爲王府法曹行參軍，累遷外兵記室參軍。時甘露降士林館，藺獻頌，高祖嘉之，因有詔使制《北兗州刺史蕭楷德政碑》，又奉令制《宣城王奉述中庸頌》。
4. ↑  《南史·卷七十四·列傳第六十四》：稍授以經史，過目便能諷誦，孝緒每曰：「吾家陽元也。」及丁父憂，晝夜號慟，毀瘠骨立。母阮氏常自守視譬抑之。服闋，吏部尚書蕭子顯嘉其至行，擢為王府法曹行參軍。累遷外兵、記室參軍。時甘露降士林館，藺獻頌，武帝嘉之。有詔使制北兗州刺史蕭楷德政碑。又奉詔令制宣城王奉述中庸頌。
5. ↑  《梁書·卷四十七·列傳第四十一》：太清元年，遷散騎侍郎，兼散騎常侍，使於魏。會侯景舉地入附，境上交兵，藺母慮不得還，感氣卒。及藺還入境，爾夕夢不祥，旦便投劾馳歸。旣至，號慟嘔血，氣絕久之，水漿不入口。親友慮其不全，相對悲慟，強勸以飲粥。藺初勉強受之，終不能進，經月餘日，因夜臨而卒，時年三十八。藺所制詩賦碑頌數十篇。
6. ↑  《南史·卷七十四·列傳第六十四》：後為兼散騎常侍，使魏。會侯景入附，境上交兵，藺母既慮不得還，感氣而卒。及藺還，入境夜夢不祥，旦便投列馳歸。及至，號慟嘔血，氣絕久之，水漿不入口。每哭，眼耳口鼻皆血流，經月餘日，因夜臨而卒。所制詩賦碑頌數十篇。子貞。

## 延伸阅读
[在维基数据编辑]
 《梁書/卷47》，出自姚思廉《梁書》